# Sanctuaire de la vie sauvage de Pangolakha
Le sanctuaire de la vie sauvage de Pangolakha est l'un des sanctuaires de vie sauvage de l'Inde. Il se trouve dans se trouve dans le Sikkim, état himalayen du nord de l'Inde.

## Le sanctuaire
Il se trouve à environ 30 kilomètres  à  vol d'oiseau de Rangpo, 45 par la route. Quant à sa surface, elle est approximativement de 124 kilomètres carrés.
Parmi les lieux que compte le sanctuaire, on peut citer : Aritar, Sikkim (en), Dakline Lingtam, Phadamchen,  Dzuluk (en), Gnathang Monastery (en), Lake Tsomgo (en) et Kupup.
Ce sanctuaire est lié aux forêts du Bhoutan et du parc national de Neora Valley.
Il a été déclaré sanctuaire en 2002,

## Écozones, écorégions et biomes

### Écozone
Le sanctuaire est à la jonction des écozone indomalaise et paléarctique.

### Écorégions et biomes
- Savane et prairies du Terraï et des Douars du biome des prairies, savanes et terres arbustives tropicales et subtropicales
- Himalayan subtropical pine forests (en) du biome forêts de conifères tropicales et subtropicales
- Eastern Himalayan broadleaf forests (en) du biome forêts de feuillus humides tropicales et subtropicales
- Eastern Himalayan subalpine conifer forests (en) du biome forêts de conifères tempérées
- Eastern Himalayan alpine shrub and meadows (en) du biome prairies et terres arbustives de montagne

## Faune

### Oiseaux
- Bondrée orientale
- Bruant nain
- Cincle de Pallas
- Faisan leucomèle
- Fulvetta de Hodgson
- Garrulaxe à huppe blanche
- Garrulaxe à tête rousse
- Garrulaxe strié
- Ithagine ensanglantée
- Minla à gorge striée
- Minla à queue rousse
- Pic à oreillons rouges
- Pigeon de Hodgson
- Pipit de Godlewski
- Roselin d'Edwards
- Sibia casquée
- Yuhina à ventre roux

### Mammifères
- Écureuil rayé de l'Himalaya
- Martre à gorge jaune
- Ours noir d'Asie
- Panda éclatant
- Renard roux
- Takin

## Flore
- Olea gamblei

## Vus dans le sanctuaire

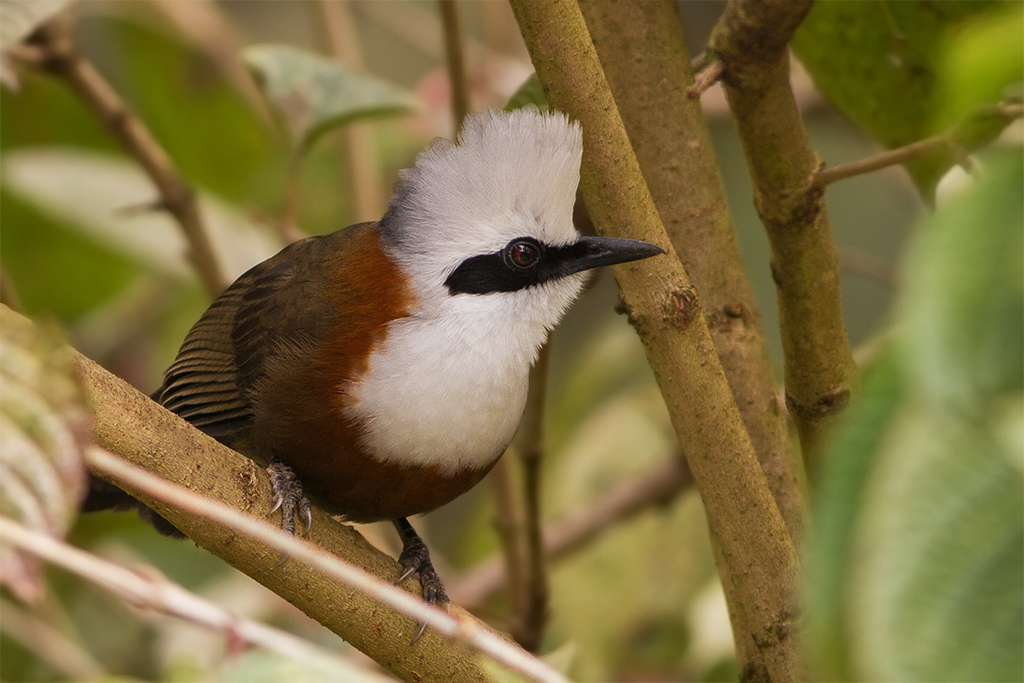
Garrulaxe à huppe blanche
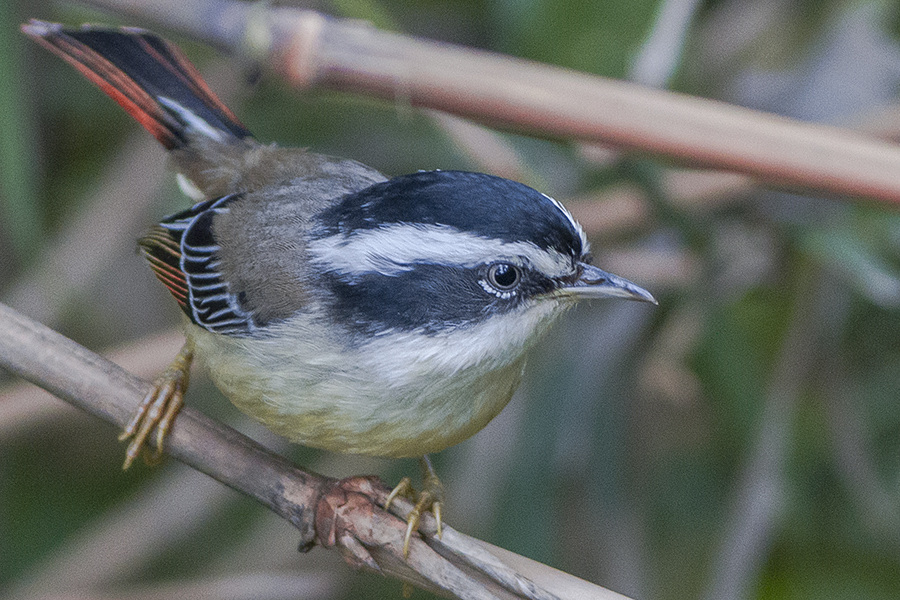
Minla à queue rousse
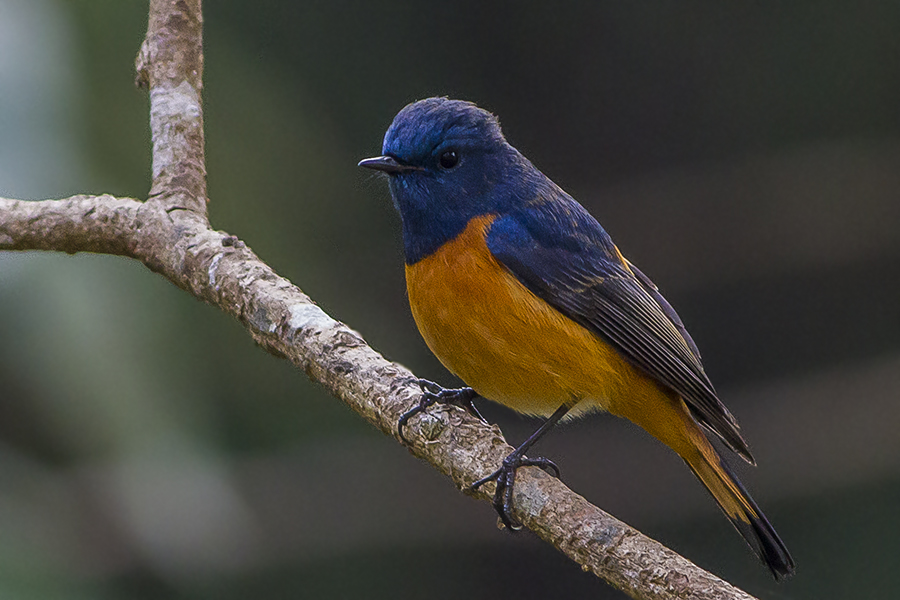
Phoenicurus frontalis
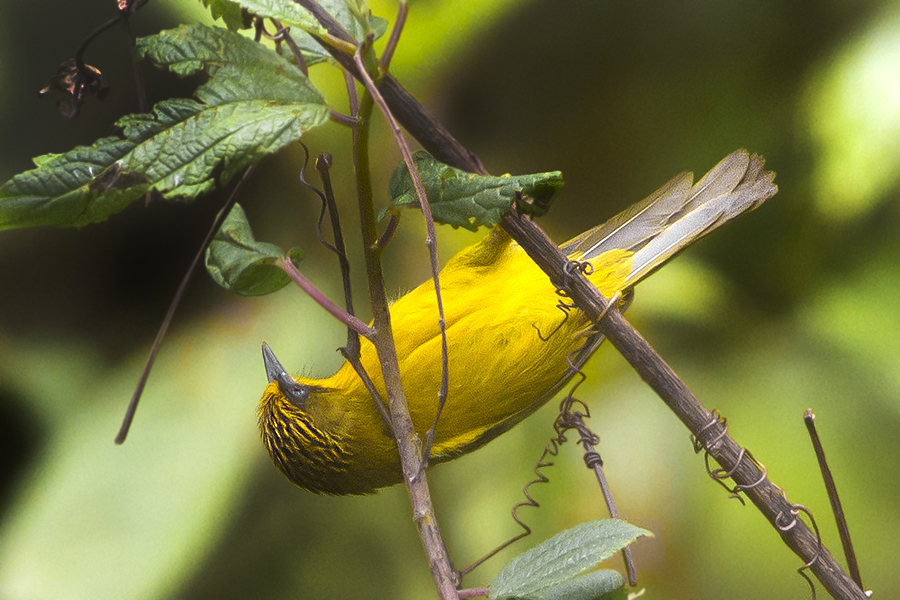
Stachyridopsis chrysaea (en)
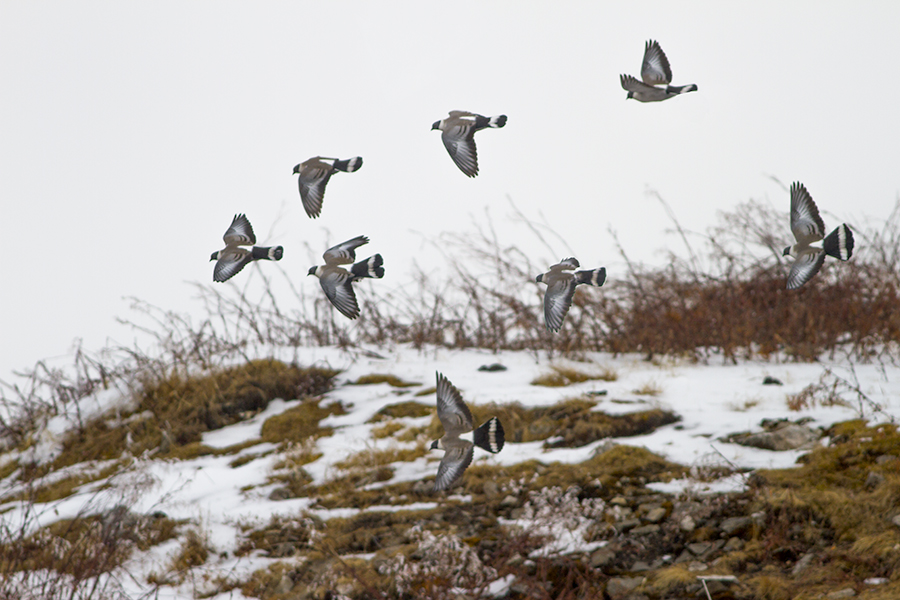
Pigeons des neiges